# Riccardo Berti Lorenzi
Riccardo Berti Lorenzi (La Lisa, 30 ottobre 1992) è un giocatore di calcio a 5 ed ex calciatore italiano.

## Carriera

### Calcio a 5
Inizia nel 2012 nel futsal, con l'IGP Pisa (serie C1 toscana).
Seguono tre anni in maglia Atlante Grosseto, intervallati da una breve esperienza ad Acireale.
Tra il 2018 e il 2020 gioca nel Prato, ottenendo la promozione in Serie A2.
Nell'estate 2020 passa al Pistoia, dove dopo due stagioni ottiene la promozione in Serie A.
Resta in orange tre anni, facendo quindi ritorno all'Active Network.

### Nazionale
Il 29 giugno 2022, a Manzano, debutta con la Nazionale italiana nel corso di un'amichevole contro la Bosnia Erzegovina, segnando la prima rete in azzurro.
Nel 2024 veste la maglia della Nazionale di minifootball, in occasione del campionato europeo disputato a Sarajevo.

## Palmarès
- Campionato di serie A2: 1

Pistoia: 2021-22
- Campionato di serie B: 2

Atlante Grosseto: 2015-16 (girone B)
Prato: 2019-20 (girone D)